# James McCall
James McCall (* 2. März 1865 in Renton; † 16. Februar 1925 ebenda) war ein schottischer Fußballspieler. In seiner aktiven Karriere als Spieler gewann er in den 1880er Jahren zweimal den schottischen Pokal und dreimal die British Home Championship. Archie McCall war sein Halbbruder.

## Karriere
James McCall spielte von 1883 bis 1899 in seiner Geburtsstadt für den FC Renton. Mit dem Verein erreichte er dreimal das Finale im Schottischen Pokal. Dabei gewann er mit der Mannschaft in den Jahren 1885 und 1888 den Titel.
Zwischen 1886 und 1890 absolvierte er fünf Länderspiele für die schottische Fußballnationalmannschaft und erzielte zwei Tore. Sein Debüt gab er am 10. April 1886 gegen Wales während der British Home Championship 1885/86, die er mit der Nationalelf gewann. Beim 4:1-Erfolg im Hampden Park erzielte er bei seinem ersten Spiel für Schottland zugleich sein erstes Tor.
Ein Jahr später holte er mit dem Team erneut die British Home Championship. Dabei traf McCall am 19. März 1886 beim prestigeträchtigen Länderspiel gegen England, welches mit einem 3:2-Auswärtssieg an der Leamington Road in Blackburn endete. Im Jahr 1890 kam der dritte Triumph zustande als sich England und Schottland den Titel teilten.

## Erfolge
mit dem FC Renton
- Schottischer Pokalsieger (2): 1885, 1888

mit Schottland
- British Home Championship (3): 1886, 1887, 1890